# Onychoblestrum hastingsae
Onychoblestrum hastingsae is een mosdiertjessoort uit de familie van de Calloporidae. De wetenschappelijke naam van de soort is, als Amphiblestrum hastingsae, voor het eerst geldig gepubliceerd in 1952 door Brown.